# Александрийская и Телеорманская епархия
Александрийская и Телеорманская епархия (рум. Episcopia Alexandriei și Teleormanului) — епархия Румынской православной церкви с центром в городе Александрия в Румынии. Входит в состав Митрополии Мунтении и Добруджи. Объединяет приходы и монастыри жудеца Телеорман.
Правящий архиерей — епископ Александрийский и Телеорманский Галактион (Стынгэ) (с 1 сентября 1996 года).

## История
Епархия учреждена 25 октября 1995 года путём выделения из Арджешской епархии. 4 июля 1996 года первым епископом новоучреждённой епархии был избран архимандрит Галактион (Стынгэ). 1 сентября того же года в Александрии состоялась его архиерейская хиротония и возведение на кафедру.

## Архиереи
- Каллиник (Аргату) (25 октября 1995 — 1 сентября 1996) в/у, еп. Арджешский и Мушельский
- Галактион (Стынгэ) (с 1 сентября 1996 года)